# Міф про використання 10% мозку

Головний мозок людини

Використання 10% мозку (використання 10% можливостей мозку) — спірна теорія (міф, міська легенда), яка стверджує, що більшість людей використовують не більше 10% мозку (в інших варіантах легенди — 15%, 7%, 5% і так далі). Твердження «люди використовують тільки 10% їх мозку» використовується в науці як приклад «неправильного уявлення про психологію» або «нейроміф». Організація економічного співробітництва та розвитку також оцінює дане твердження як «нейроміф». Бездоказово приписується різним людям, зокрема Альберту Ейнштейну. Також заявляється, що люди можуть збільшити свою мозкову активність за рахунок залучення «невикористаної» частини мозку, що становить сюжет численних фантастичних творів. Під «невикористаною» частиною мозку може розумітися також «(potential) brain power» («(потенційні) можливості мозку»), однак і в такій версії твердження про те, що «люди використовують 10% (потенційних) можливостей мозку», не підтримується науковим співтовариством і описується в наукових роботах як міф (myth) або омана (misconception).
Інтелект і справді можна розвивати за допомогою вправ, але сама думка про те, що люди використовують тільки частину мозку, неправильна. За сучасними даними, кожна частина мозку має певну функцію. У процесі досліджень не були знайдені ділянки мозку, що не були б задіяні.

## Походження
Однією з версій походження міфу можуть бути результати роботи Вільяма Джеймса і Бориса Сідіса. У 1890-х роках вони тестували свою теорію прискореного розвитку дитини на прикладі Вільяма Сідіса, якого називали володарем найвищого IQ в історії. Сам Вільям Сідіс повідомляв, що люди не використовують свій мозок повністю. У 1936 році в передмові до книги Дейла Карнегі «Як здобувати друзів і впливати на людей» американський письменник Лоуелл Томас написав «Професор Вільям Джеймс говорить, що люди використовують лише 10 відсотків своїх розумових здібностей».
Відповідно до іншої теорії, міф з'явився через непорозуміння (чи неправильної інтерпретації) нейробіологічних досліджень кінця XIX — початку XX століття. Наприклад, функції багатьох відділів мозку (особливо в корі головного мозку) настільки складні, що наслідки ушкоджень мають неочевидний характер, що ускладнювало розуміння призначення відділів першими нейробіологами. Доктор Джеймс Калат зауважив, що вже в 1930-х роках нейробіологи знали про безліч «локальних» нейронів, нерозуміння функцій яких могло призвести до міфу про десять відсотків. Справді, легко уявити, що міф з'явився просто через скорочення твердження про те, що «в кожен момент часу людина використовує тільки 10 % свого мозку».
Незважаючи на те, що функції багатьох відділів мозку вже зрозумілі, для вчених залишається загадкою взаємодія клітин, що призводить до складної поведінки і розладів. Найскладнішим, мабуть, є питання про те, як різні відділи мозку, працюючи разом, формують свідомість. На даний момент немає єдиного центру свідомої діяльності, що наштовхує вчених на думку про те, що вона є плодом колективної праці різних відділів мозку.
Походження міфу також приписувалося доктору-нейробіологу Вайлдеру Пенфілду, нейрохірургу, який був засновником і першим директором Монреальського неврологічного інституту при університеті Макгілл.

## Спростування

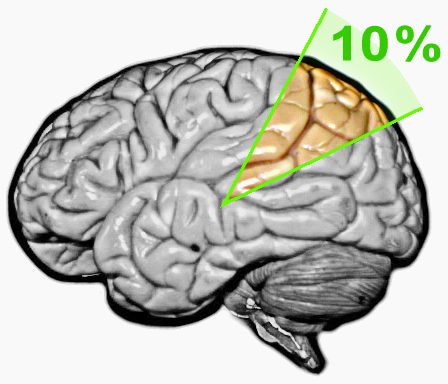
Міф про використання 10% мозку

Нейробіолог Баррі Гордон характеризує міф як «сміхотливо помилковий», додаючи: «Ми використовуємо практично всі частини мозку, і вони активні завжди». Баррі Бейерштейн приводить шість (нижче представлені п'ять з шести) аргументів, що спростовують міф «про десять відсотків»:
- Відповідно до сучасних наукових даних, еволюція зазвичай усуває зайве, а мозок обходиться тілу досить дорого в плані споживання кисню і поживних речовин. Він може вимагати до 20 % всієї енергії тіла, при цьому складаючи лише 2 % маси[12]. Якби 90 % були не потрібні, люди з меншим, ефективнішим мозком мали б еволюційну перевагу — іншим складніше було б проходити природний відбір. Звідси також очевидно, що такий великий мозок не міг би навіть з'явитися, якби в ньому не було потреби. Крім того збільшений череп підвищує ризик смерті при народженні[13]. Такий тиск обов'язково позбавило б популяцію від зайвого мозку.

- Сканування: технології на кшталт позитрон-емісійної томографії та функціональної магнітно-резонансної томографії дозволяють спостерігати роботу живого мозку. Вони показали, що навіть під час сну в мозку є якась активність. «Глухі» зони з'являються лише в разі сильних пошкоджень.

- Локалізація функцій: замість того щоб бути єдиною масою, мозок ділиться на відділи, які виконують різні функції. На визначення функцій кожного відділу були витрачені багато років, і відділень, які не виконують ніяких функцій, виявлено не було.

- Мікроструктурний аналіз: при реєстрації діяльності окремих нейронів вчені спостерігають за життєдіяльністю окремо взятої клітини.

- Нейронні захворювання: клітини мозку, які не використовуються, мають тенденцію вироджуватися. Отже, якщо 90 % мозку були б неактивні, то розтин мозку дорослої людини показав би масштабне виродження.

## В сучасній культурі
Міф використовувався як основа або згадувався в таких фільмах, як «Політ навігатора» (1986), «Захищаючи твоє життя» (1991), «Газонокосар» (1992), «Зоряна брама: SG-1» (1997—2007), «Області темряви» (2011), «Люсі» (2014), «Спліт» (2016), а також в серіалах «Герої» (2006—2010) і «Зоряний шлях: Глибокий космос 9» (9-й епізод «Пасажир»).